# Каарепере (станция)
Ка́арепере (эст. Kaarepere raudteejaam) — железнодорожная станция в деревне Каарепере в волости Йыгева уезда Йыгевамаа (Эстония), на линии Тапа — Тарту. Находится в 77,0 км от Тапа, 35,5 км от Тарту и в 154,6 км от Таллина.

## История

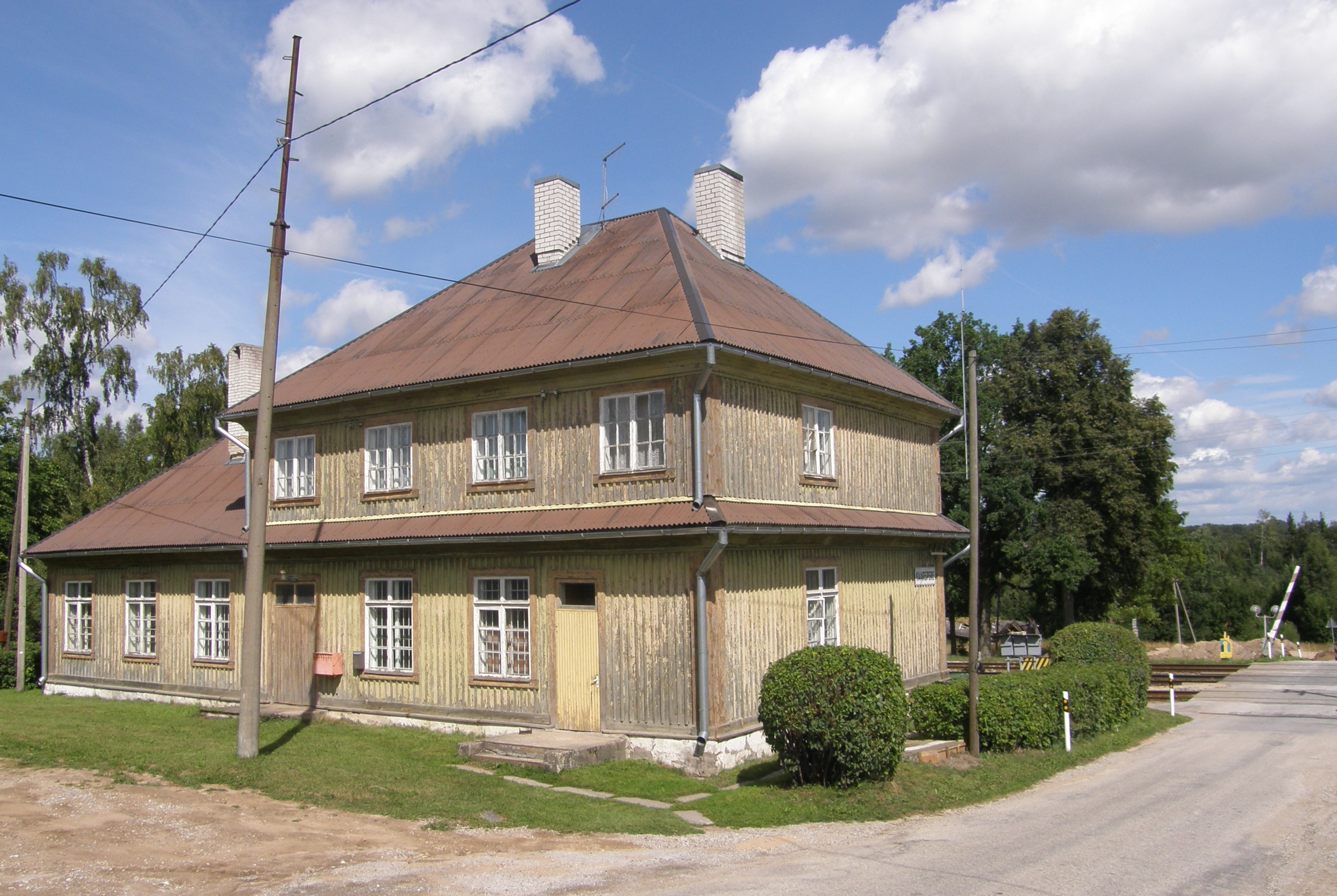
Здание вокзала Каарепере со стороны деревни

Станция Каарепере была построена в ходе строительства железной дороги Тапс — Дерпт (ныне Тапа — Тарту), ответвления от Балтийской железной дороги, и открыта одновременно с началом движения поездов по новой дороге. Станция и примыкающие к ней пути были построены на землях, выкупленных у рыцарской мызы Керсель (ныне мыза Каарепере), по которой получила своё название. В 1920 году, после фактического обретения независимости Эстонской Республикой, станция получила эстонское название Каарепере.
Станция Каарепере выделяется своим вокзалом, признанным в 1999 году объектом культурного наследия Эстонии. В 2006 году вокруг вокзала была установлена охранная зона.
Вокзал был построен в 1929 году по одному из типовых проектов архитектора Эстонской железной дороги Леона Йохансона (такие же вокзалы были построены на станциях Палупера и Ваекюла). Вокзал деревянный обшитый фасадной доской состоит из двух объёмов, двухэтажного с четырёхскатной крышей и одноэтажного с трёхскатной крышей. На первом этаже вокзала в его одноэтажном объёме располагались служебные помещения (начальник станции, дежурный по станции, кассир, багажное отделение стойка), а в двухэтажном объёме — просторный зал ожидания и буфет. На втором этаже, имеющем меньшую высоту и отделённым от первого покатым карнизом, были квартиры станционных служащих. Поскольку вокзалы в Палупера и Ваекюла из-за снижения пассажиропотока на Эстонской железной дороге перестали использоваться, обветшали и были снесены в начале 2000-х годов, то вокзал в Каарепере остаётся единственной реализацией данного проекта Леона Йохансона.
В 1920-е годы, также по типовому проекту на станции был построен пакгауз из монолитного железобетона с покатой крышей, с элементами модернизма в архитектуре. Пакгауз сохранился и используется по первоначальному назначению, такой же пакгауз можно видеть на станции Кеени.

## Настоящее время
Станция является пассажирской, осуществляет посадку и высадку пассажиров на (из) поездов регионального сообщения, грузовые операции не производятся.
В рамках программы «Подъём пассажирских платформ до высоты, принятой в Европе» (эст. Reisiplatvormide viimine eurokõrgusele) на станции Каарепере была построена островная платформа высотой 55 см, подходящая для используемых в региональных пассажирских перевозках поездов Stadler FLIRT. Кроме того, в 2011 году возле станции была построена автомобильная парковка.

## Пассажирское сообщение по станции
До распада СССР на станции Каарепере останавливались пассажирские поезда дальнего следования № 651/652 Таллин — Рига (через Тарту — Валгу) и № 655/656 Таллин — Псков. Псковский поезда прекратил движение в 2001 году — главным образом, из-за введения государственных границ у ставших независимыми прибалтийских стран, что вызвало увеличение времени стоянки на приграничных станциях для осуществления паспортного и таможенного контроля и резкое снижение пассажиропотока. Попытки возобновления движения поездов дальнего следования по этим направлениям в 2000-е годы успеха не имели.
В настоящее время станция Каарепере обслуживается компанией Elron, являющейся оператором движения пригородных и региональных поездов по железнодорожным линиям Эстонии.
На станции останавливаются региональные поезда, не являющиеся экспрессами, следующие от станции Таллин (Балтийский вокзал) до конечной станции Тарту, а также следующие в обратном направлении. Экспрессы до Тарту, в том числе следующие далее до станций Валга и Койдула, на станции Каарепере не останавливаются.
| Предыдущая остановка | Остановка пассажирских поездов на восточных линиях Elron | Следующая остановка |
| Йыгева               | Каарепере                                                | Табивере            |